# Thury-sous-Clermont
Pour les articles homonymes, voir Thury.
Thury-sous-Clermont est une commune française située dans le département de l'Oise en région Hauts-de-France.
Ses habitants sont les Thurysiens et les Thurysiennes.

## Géographie

### Localisation

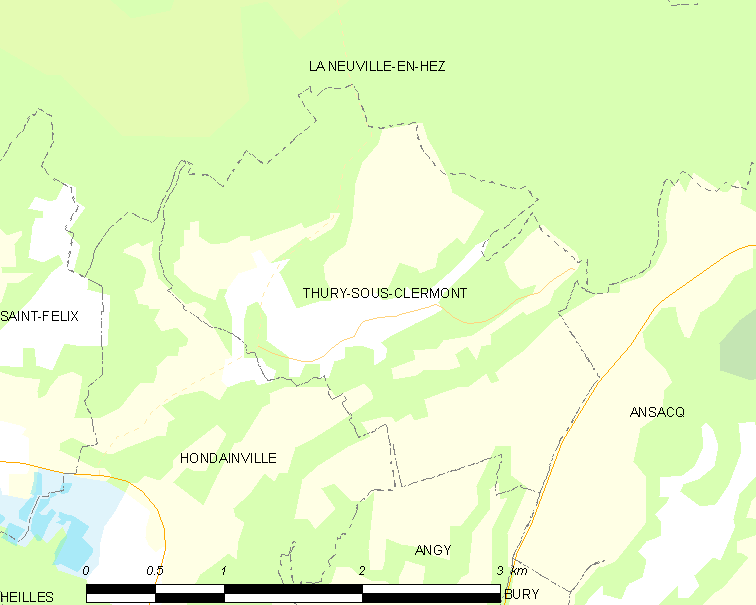
Communes limitrophes.

La commune se situe à 60 kilomètres au sud d'Amiens, à 20 kilomètres à l'est de Beauvais, à 37 kilomètres à l'ouest de Compiègne et à 55 kilomètres au nord de Paris. Elle est traversée par le méridien de Paris, communément appelé méridienne verte.
|              | Forêt de Hez-Froidmont (La Neuville-en-Hez) |        |
|              | Thury-sous-Clermont                         |        |
| Hondainville | Angy                                        | Ansacq |

### Topographie et géologie
La commune s'étend entre 57 mètres au confluent des deux bras du ruisseau de Lombardie et 147 mètres d'altitude, à la limite nord-ouest du territoire, à l'orée de la forêt de Hez-Froidmont.
La commune s'appuie en quelque sorte sur la forêt de Hez-Froidmont, qui est au nord de la localité. Son territoire est sillonné par plusieurs vallons qui descendent vers la rivière du Thérain. Le centre du village est situé dans l'un de ces vallons, près du ruisseau de Lombardie. Le bourg et l'église paroissiale se situent entre 60 et 75 mètres d'altitude, le hameau de Fillerval à 70 mètres et l'étang communal à 75 mètres. Au sud de la commune, sur le plateau compris entre Thury et Angy se dresse une borne topographique, à 130 mètres d'altitude.
Le village se trouve dans un vallon orienté vers l'ouest, formé par la réunion de deux autres vallons en amont. Fillerval se situe à la rencontre de deux autres vallées naissant dans la forêt de Hez, au nord. La commune se situe en zone de sismicité 1.

### Hydrographie

#### Réseau hydrographique
La commune est située dans le bassin Seine-Normandie. Elle est drainée par le ru de Lombardie, affluent du Thérain, et le cours d'eau 01 du Val de Dray,,.
Prenant sa source dans le vallon de Thury sous Clermont, le ru de Lombardie reçoit au-dessous du château de Fillerval, entouré d'eau, le ruisseau des Taillis qui vient du lieu-dit de la Fontaine Bergère, à l'est de Fillerval, avant de quitter la commune. Il descend ensuite vers la vallée du Thérain et Hondainville. Deux moulins à eau utilisaient autrefois l'énergie du ru de Lombardie.
Un étang a été créé au sud-ouest du village, sur le ruisseau de Lombardie. Un réservoir à eau se trouve au nord du chef-lieu. Les zones les plus basses du territoire se trouvent au-dessus de plusieurs nappes phréatiques.

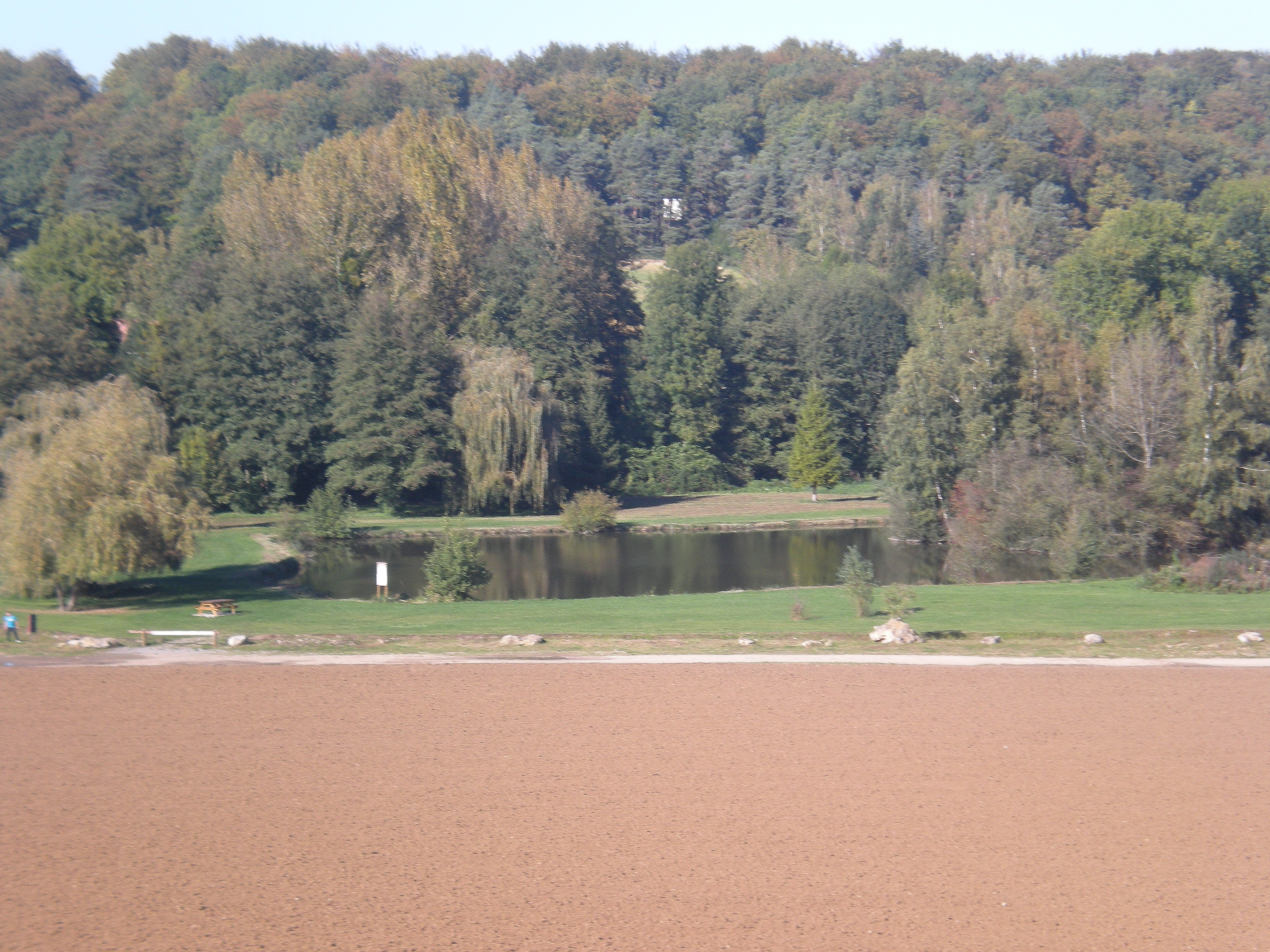
Étang, au sud-est du village.
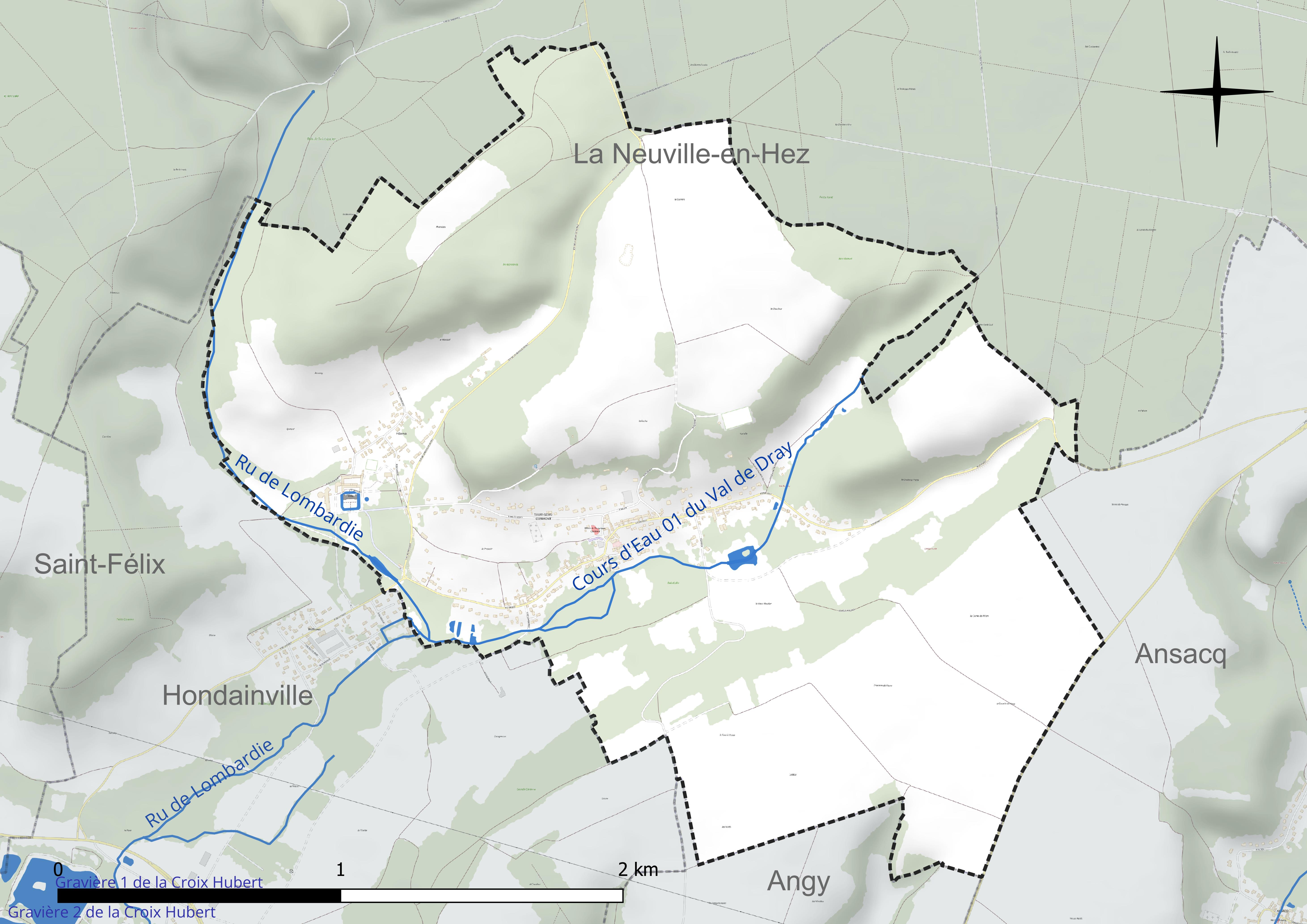
Réseau hydrographique de Thury-sous-Clermont.

#### Gestion et qualité des eaux
Le territoire communal est couvert par le schéma d'aménagement et de gestion des eaux (SAGE) « Sensée ». Ce document de planification concerne un territoire de 1 219 km2 de superficie, délimité par le bassin versant du Thérain. Le périmètre a été arrêté le 27 janvier 2023 et le SAGE proprement dit est, en 2024, en cours d'élaboration. La structure porteuse de l'élaboration et de la mise en œuvre est le syndicat intercommunal de la Vallée du Thérain (SIVT). 
La qualité des cours d'eau peut être consultée sur un site dédié géré par les agences de l'eau et l'Agence française pour la biodiversité. 

### Climat
Pour des articles plus généraux, voir Climat des Hauts-de-France et Climat de l'Oise.
En 2010, le climat de la commune est de type climat océanique dégradé des plaines du Centre et du Nord, selon une étude du CNRS s'appuyant sur une série de données couvrant la période 1971-2000. En 2020, Météo-France publie une typologie des climats de la France métropolitaine dans laquelle la commune est exposée à un climat océanique et est dans la région climatique  Nord-est du bassin Parisien, caractérisée par un ensoleillement médiocre, une pluviométrie moyenne régulièrement répartie au cours de l'année et un hiver froid (3 °C). 
Pour la période 1971-2000, la température annuelle moyenne est de 10,3 °C, avec une amplitude thermique annuelle de 14,8 °C. Le cumul annuel moyen de précipitations est de 679 mm, avec 11,8 jours de précipitations en janvier et 8 jours en juillet. Pour la période 1991-2020, la température moyenne annuelle observée sur la station météorologique la plus proche, située sur la commune de Creil à 16 km à vol d'oiseau, est de 11,2 °C et le cumul annuel moyen de précipitations est de 662,2 mm,. Pour l'avenir, les paramètres climatiques de la commune estimés pour 2050 selon différents scénarios d'émission de gaz à effet de serre sont consultables sur un site dédié publié par Météo-France en novembre 2022.

### Milieux naturels

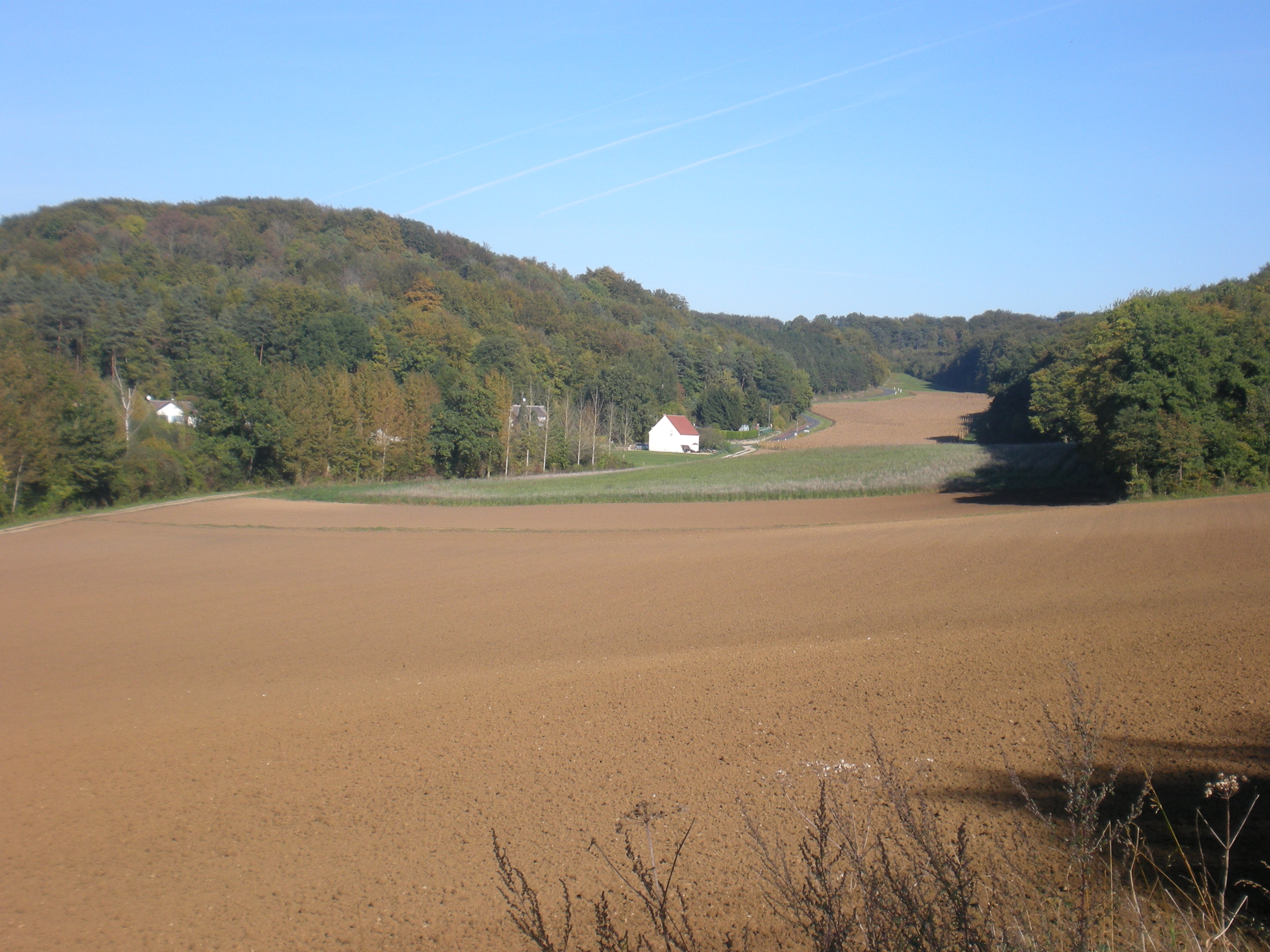
Vallon, près de la longue longue côte, à l'est du chef-lieu.

Hormis le bâti, qui occupe 7,8 % de la surface communale sur 42 hectares, le territoire se compose à 48,5 % de cultures sur près de 263 hectares. Les espaces boisés s'étendent sur 226 hectares, soit 41,7 % de la superficie, principalement sur les coteaux des vallons tel la longue côte, et se prolongent jusqu'à la forêt de Hez-Froidmont comme le bois Saint-Lucien, au nord-ouest. La commune comprend également près de 10 hectares de vergers et prairies ainsi qu'un hectare de marais et d'espaces humides,.
La forêt de Hez-Froidmont et ses bois périphériques sont inscrits en zone Zone naturelle d'intérêt écologique, faunistique et floristique de type 1. Les coteaux boisés et les bois adjacents à cette forêt constituent des corridors écologiques potentiels.

## Urbanisme

### Typologie
Au 1er janvier 2024, Thury-sous-Clermont est catégorisée commune rurale à habitat dispersé, selon la nouvelle grille communale de densité à sept niveaux définie par l'Insee en 2022.
Elle est située hors unité urbaine. Par ailleurs la commune fait partie de l'aire d'attraction de Paris, dont elle est une commune de la couronne,. 

### Occupation des sols
L'occupation des sols de la commune, telle qu'elle ressort de la base de données européenne d'occupation biophysique des sols Corine Land Cover (CLC), est marquée par l'importance des territoires agricoles (57,3 % en 2018), une proportion sensiblement équivalente à celle de 1990 (56,6 %). La répartition détaillée en 2018 est la suivante : terres arables (45,3 %), forêts (42,7 %), zones agricoles hétérogènes (12,1 %). L'évolution de l'occupation des sols de la commune et de ses infrastructures peut être observée sur les différentes représentations cartographiques du territoire : la carte de Cassini (XVIIIe siècle), la carte d'état-major (1820-1866) et les cartes ou photos aériennes de l'IGN pour la période actuelle (1950 à aujourd'hui).

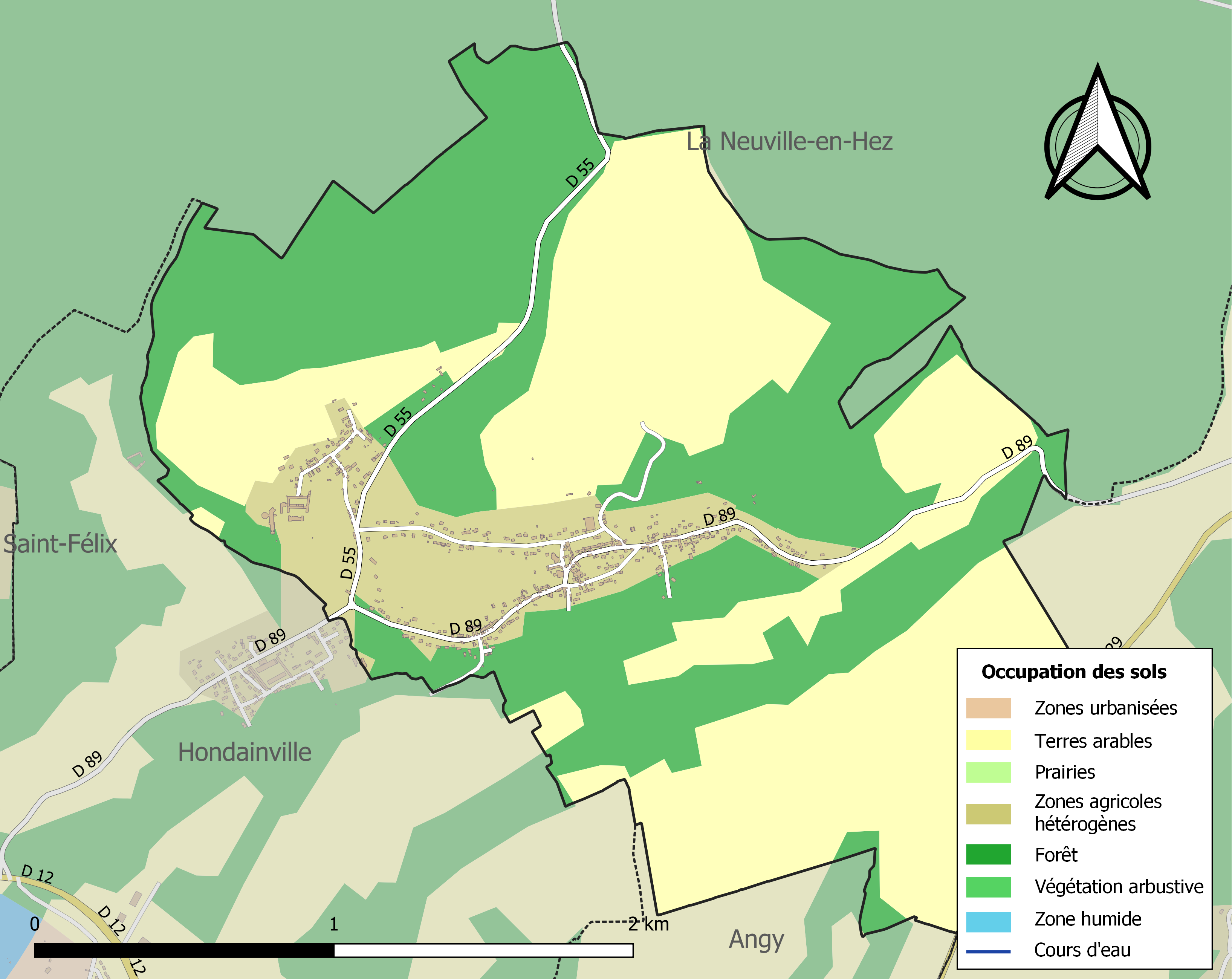
Carte des infrastructures et de l'occupation des sols de la commune en 2018 (CLC).

### Hameaux et lieux-dits
Hormis le chef-lieu, la commune ne possède qu'un seul hameau, Fillerval à l'ouest.

### Voies de communication et transports

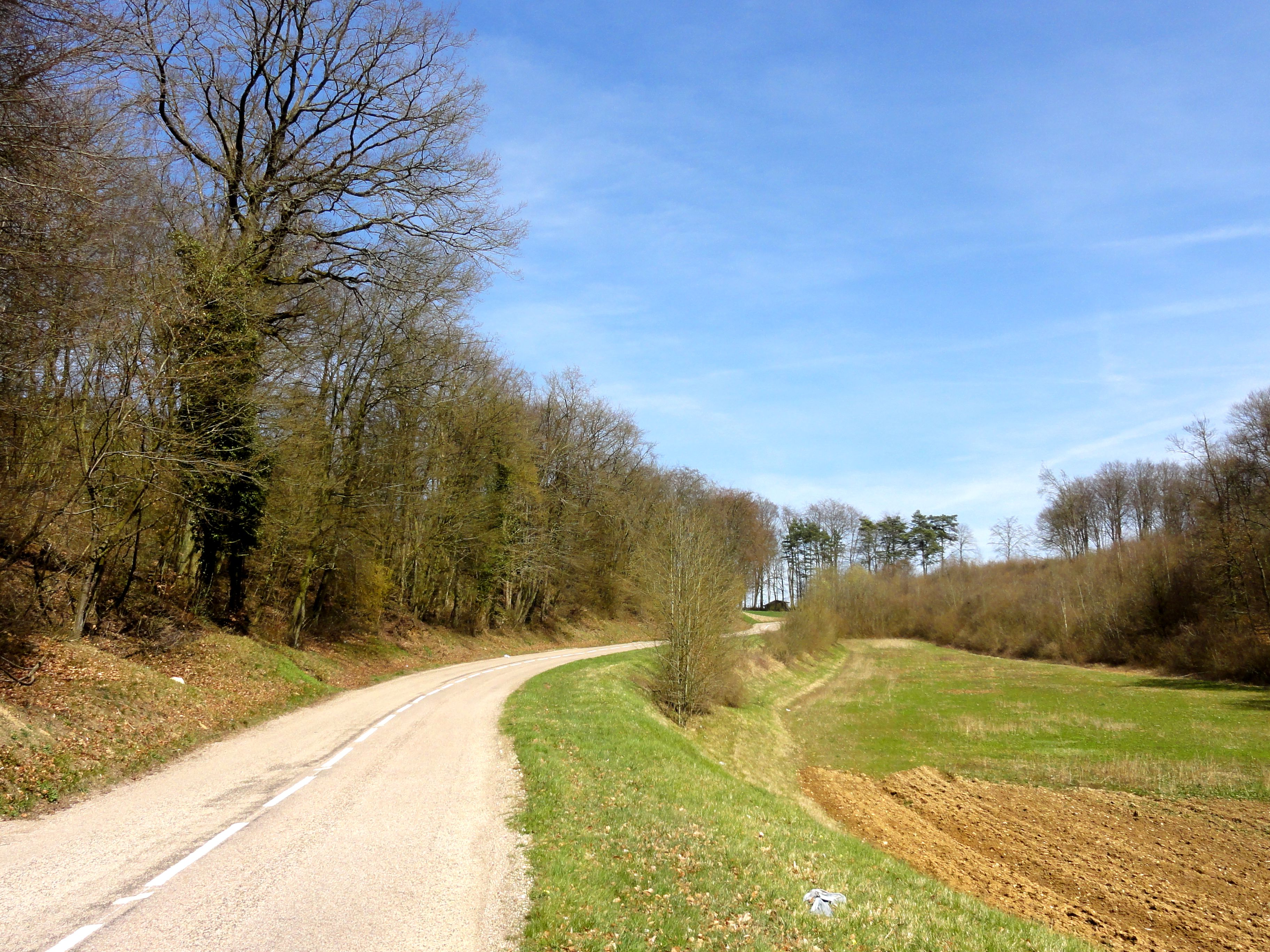
La route départementale 89 à l'est du village.

La commune est desservie par deux routes départementales, la D 55 et la D 89.
La route départementale 89, reliant la route départementale 12 près de Hondainville, arrive sur la commune par l'ouest et traverse le centre du village par les rues d'En-Bas et d'En-Haut avant de rejoindre la route départementale 929, longeant la limite sud-est de la commune, sur la commune Ansacq.
La route départementale 55, dont l'origine se situe à Saint-Just-en-Chaussée, pénètre sur le territoire depuis le nord et la forêt de Hez-Froidmont (route de la Neuville-en-Hez), passe à proximité de Fillerval (dénommée comme chemin du Pressoir) et rejoint, par un rond-point, la route départementale 89.
La rue des Tilleuls relie directement le village à Fillerval. La rue d'Angy quitte le village par le sud et se prolonge par un chemin vers la commune du même nom.
La gare ferroviaire la plus proche est celle de Mouy - Bury à 4 kilomètres au sud, sur la ligne de Creil à Beauvais. Située sur la même ligne, la gare d'Heilles - Mouchy se trouve à 5 kilomètres au sud-ouest.
La commune est desservie, en 2023, par les lignes 6143, 6313 et 6344 du réseau interurbain de l'Oise. Une navette de regroupement pédagogique intercommunal (ligne 6840) relie le village aux écoles d'Hondainville. Les habitants peuvent bénéficier du service de transport à la demande du réseau Pass'Thelle Bus, géré par la communauté de communes du pays de Thelle depuis la gare de Mouy-Bury.
L'aéroport de Beauvais-Tillé se trouve à 19,5 km à l'ouest de la commune et l'aéroport de Paris-Charles-de-Gaulle se trouve à 41,6 km au sud-est. Il n'existe aucune liaison entre la commune et ces aéroports par des transports en commun.
La commune est traversée par le sentier de grande randonnée no 124 (GR124). Arrivant par l'est, il traverse le village par les rues d'Angy, d'En-Haut et du Sénat avant de rejoindre la forêt de Hez-Froidmont, au nord.

## Toponymie
Le village s'est appelé Thoiri en 1157, Toiri en 1190 ou Toiriacum au XIIIe siècle. La commune est instituée lors de la Révolution française sous le nom de Thury et ne devient que plus récemment Thury-sous-Clermont.
Thury est au sud-ouest de Clermont

## Histoire

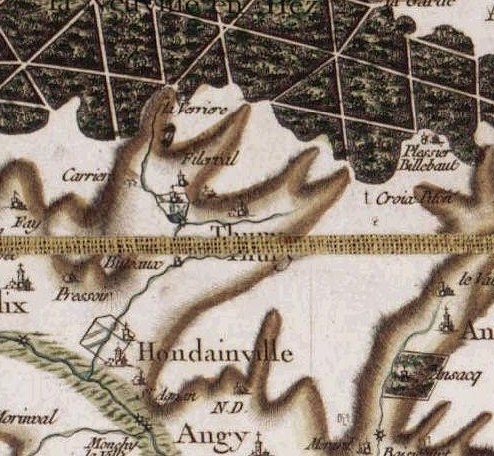
Thury-sous-Clermont, carte de Cassini centrée sur le village.

Au XIIe siècle, un lieu fortifié appartenant à la maison de Pierrefonds et appelé « Château-Thierry » dominait le village au nord-ouest. Au XVIe siècle, le fief appartenait à Claude de Durand, un des chevaliers de François Ier. Sous l'Ancien régime, le village dépendait du comté de Clermont, qui lui a donné son nom.
César-François Cassini, astronome et l'un des auteurs de la Carte de Cassini a acheté le château de Fillerval en 1719. Son fils, Jean-Dominique Cassini, a poursuivi ses travaux et été nommé maire du village.

## Politique et administration

### Rattachements administratifs et électoraux
La commune se trouve dans l'arrondissement de Clermont du département de l'Oise. Pour l'élection des députés, elle fait partie de la septième circonscription de l'Oise.
Elle fait partie depuis 1793 du canton de Mouy. Dans le cadre du redécoupage cantonal de 2014 en France, ce canton, où le village est toujours intégré, est conservé et s'agrandit, en passant de 11 à 35 communes.

### Intercommunalité
La commune a adhéré en 2000 à la communauté de communes du pays de Thelle (CCPT).
Dans le cadre des dispositions de la loi portant nouvelle organisation territoriale de la République (Loi NOTRe) du 7 août 2015, qui prévoit que les établissements publics de coopération intercommunale (EPCI) à fiscalité propre doivent avoir un minimum de 15 000 habitants, le préfet de l'Oise a publié en octobre 2015 un projet de nouveau schéma départemental de coopération intercommunale, qui prévoit la fusion de plusieurs intercommunalités, et en particulier de la communauté de communes du Pays de Thelle et de la communauté de communes la Ruraloise, formant ainsi une intercommunalité de 42 communes et de 59 626 habitants,.
La nouvelle intercommunalité, dont est membre la commune et dénommée provisoirement communauté de communes du Pays de Thelle et Ruraloise, est créée par un arrêté préfectoral du 30 novembre 2016 qui a pris effet le 1er janvier 2017.

### Liste des maires
| Période                                  | Période                       | Identité               | Étiquette | Qualité                                                 |
| ---------------------------------------- | ----------------------------- | ---------------------- | --------- | ------------------------------------------------------- |
| Les données manquantes sont à compléter. |                               |                        |           |                                                         |
|                                          |                               | Jean-Dominique Cassini |           | Astronome, cartographe Juge de paix du canton de Mouy   |
| Les données manquantes sont à compléter. |                               |                        |           |                                                         |
| avant 1988                               | mars 2001                     | Albert Bourlette       |           |                                                         |
| mars 2001                                | 2008                          | Christian Crepy        |           |                                                         |
| 2008                                     | En cours (au 15 février 2017) | Philippe Bourlette     |           | Entrepreneur en bâtiment Réélu pour le mandat 2014-2020 |

## Population et société

### Démographie

#### Évolution démographique
L'évolution du nombre d'habitants est connue à travers les recensements de la population effectués dans la commune depuis 1793. Pour les communes de moins de 10 000 habitants, une enquête de recensement portant sur toute la population est réalisée tous les cinq ans, les populations de référence des années intermédiaires étant quant à elles estimées par interpolation ou extrapolation. Pour la commune, le premier recensement exhaustif entrant dans le cadre du nouveau dispositif a été réalisé en 2007.

En 2022, la commune comptait 670 habitants, en évolution de −1,62 % par rapport à 2016 (Oise : +0,87 %, France hors Mayotte : +2,11 %).
| 1793 | 1800 | 1806 | 1821 | 1831 | 1836 | 1841 | 1846 | 1851 |
| ---- | ---- | ---- | ---- | ---- | ---- | ---- | ---- | ---- |
| 270  | 283  | 322  | 331  | 350  | 374  | 344  | 377  | 365  |

| 1856 | 1861 | 1866 | 1872 | 1876 | 1881 | 1886 | 1891 | 1896 |
| ---- | ---- | ---- | ---- | ---- | ---- | ---- | ---- | ---- |
| 354  | 372  | 336  | 329  | 297  | 274  | 254  | 252  | 221  |

| 1901 | 1906 | 1911 | 1921 | 1926 | 1931 | 1936 | 1946 | 1954 |
| ---- | ---- | ---- | ---- | ---- | ---- | ---- | ---- | ---- |
| 193  | 194  | 226  | 193  | 205  | 214  | 142  | 174  | 186  |

| 1962 | 1968 | 1975 | 1982 | 1990 | 1999 | 2006 | 2007 | 2012 |
| ---- | ---- | ---- | ---- | ---- | ---- | ---- | ---- | ---- |
| 209  | 193  | 265  | 337  | 528  | 603  | 663  | 671  | 683  |

| 2017 | 2022 | - | - | - | - | - | - | - |
| ---- | ---- | - | - | - | - | - | - | - |
| 679  | 670  | - | - | - | - | - | - | - |

#### Pyramide des âges
La population de la commune est relativement jeune.
En 2018, le taux de personnes d'un âge inférieur à 30 ans s'élève à 36,4 %, soit en dessous de la moyenne départementale (37,3 %). À l'inverse, le taux de personnes d'âge supérieur à 60 ans est de 17,0 % la même année, alors qu'il est de 22,8 % au niveau départemental.
En 2018, la commune comptait 344 hommes pour 330 femmes, soit un taux de 51,04 % d'hommes, largement supérieur au taux départemental (48,89 %).
Les pyramides des âges de la commune et du département s'établissent comme suit.
| Hommes | Classe d’âge | Femmes |
| ------ | ------------ | ------ |
| 0,0    | 90 ou +      | 0,0    |
| 3,2    | 75-89 ans    | 2,8    |
| 13,7   | 60-74 ans    | 14,4   |
| 27,2   | 45-59 ans    | 25,5   |
| 20,4   | 30-44 ans    | 20,1   |
| 15,5   | 15-29 ans    | 18,6   |
| 19,9   | 0-14 ans     | 18,8   |

| Hommes | Classe d’âge | Femmes |
| ------ | ------------ | ------ |
| 0,5    | 90 ou +      | 1,4    |
| 5,5    | 75-89 ans    | 7,6    |
| 15,6   | 60-74 ans    | 16,3   |
| 20,8   | 45-59 ans    | 20     |
| 19,4   | 30-44 ans    | 19,4   |
| 17,6   | 15-29 ans    | 16,2   |
| 20,6   | 0-14 ans     | 19,1   |

### Enseignement
Les enfants de la commune, ainsi que ceux d'Hondainville, sont scolarisés dans le cadre d'un regroupement pédagogique intercommunal qui y a construit une école primaire et maternelle, comprenant une cantine scolaire.

## Économie
Le village ne compte plus de commerçants, mais plusieurs artisans y sont installés. Le château de Fillerval est utilisé comme centre de séminaires.

## Culture locale et patrimoine

### Lieux et monuments
La commune ne compte aucun monument historique classé ou inscrit sur son territoire. On peut néanmoins noter :
- L'église Saint-Médard (du XIe au XIXe siècle) : Église paroissiale remaniée, cruciforme, la nef paraît dater du XIIe siècle selon les petites fenêtres élevées à plein cintre et sans ornements. La chapelle de la Vierge, qui renfermait autrefois le tombeau de la famille Cassini date de la fin du XIIe siècle. On peut y voir des croisées d'ogives du XVIe siècle[40].
L'origine d'une de ces restaurations est due à M. de Cassini, le dernier du nom. Son tombeau est relégué dans l'ancien cimetière jouxtant la nef. Une simple stèle rappelle le souvenir de la famille Cassini, originaire de la commune.
- Le château de Fillerval (XVIIIe siècle) : Situé à l'emplacement de l'ancien château fortifié de Thury, il fut détruit en 1784 pour faire place à une construction entourée de douves et d'un étang. Ravagé par un incendie dans les années 1950, il a été restauré. Son fronton représente les instruments de l'astronomie. Le jardin d'agrément a été inscrit au pré-inventaire des jardins remarquables[41]. Il est transformé en centre de séminaire et lieu évènementiel[réf. souhaitée].
- Monument funéraire, près de l'église Saint-Médard.
- Croix, place Cassini, près de l'église Saint-Médard.
- Monument aux morts.
- Observatoire astronomique Charles Lestras, 59 rue du Gillet, construit en 1930, il abrite une lunette astronomique remarquable de 16cm d'ouverture et 2,4m de longueur focale. Celle ci fut construite par Maurice Manent avec une optique taillée par André Couder. L'association Thury Observatoire y organise visites et évènements ouverts au public[réf. souhaitée].

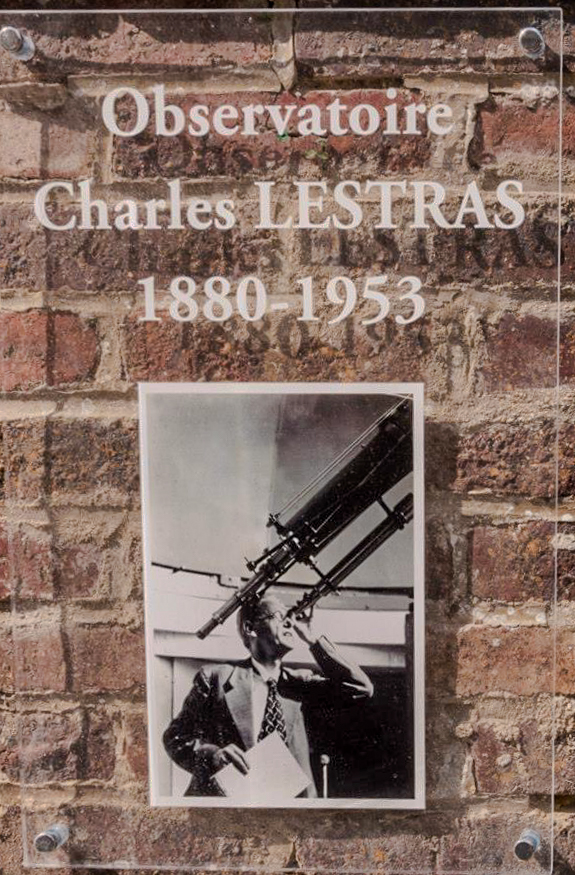
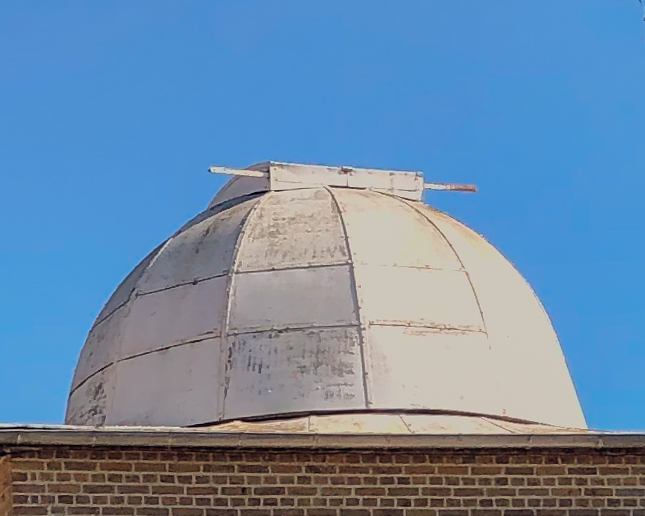
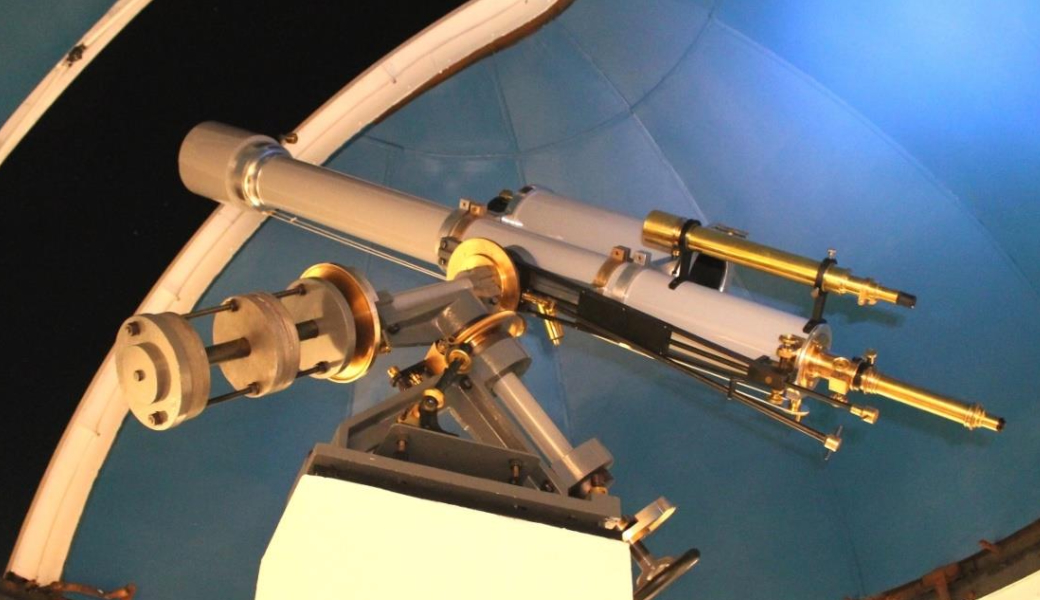
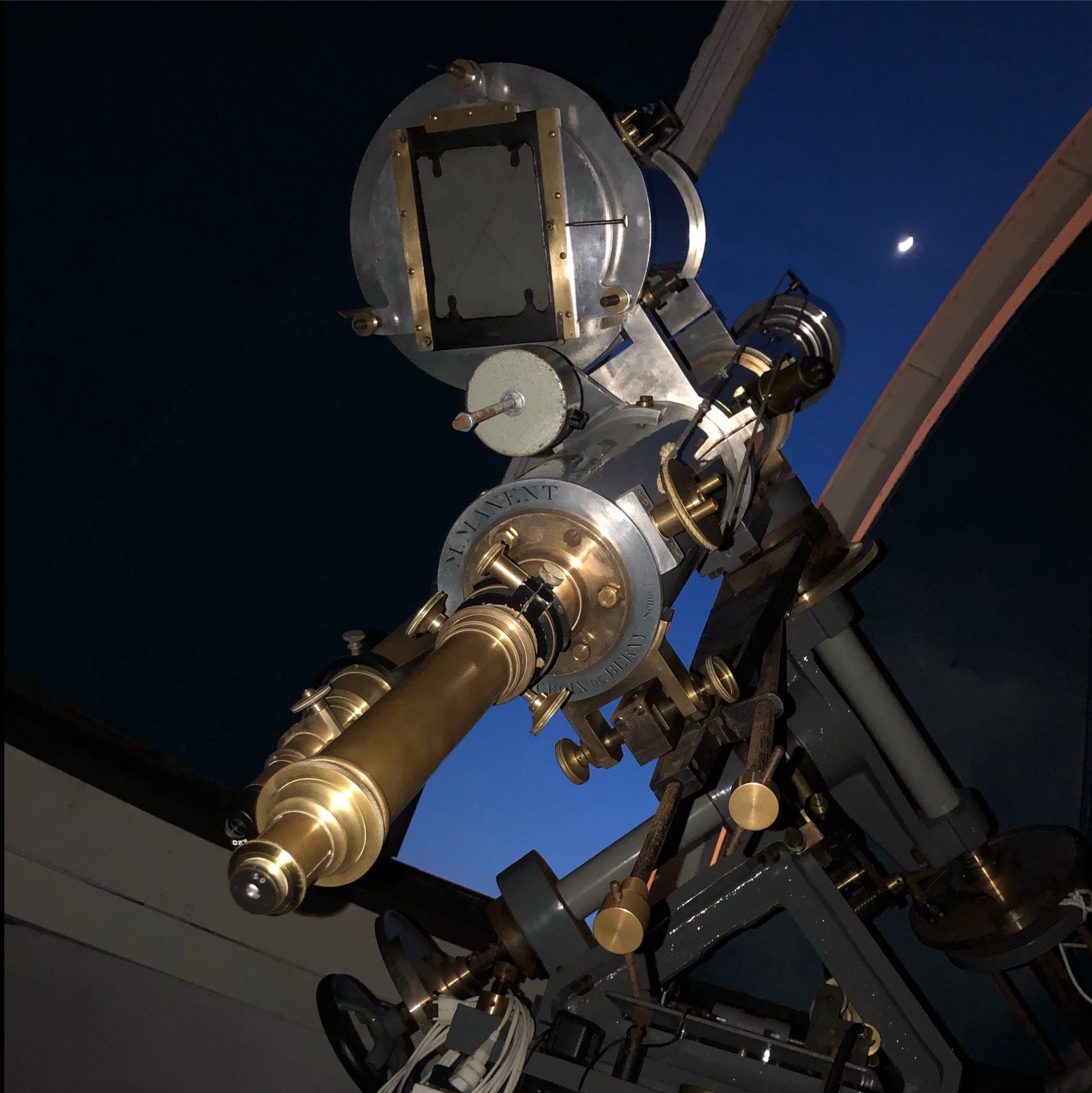
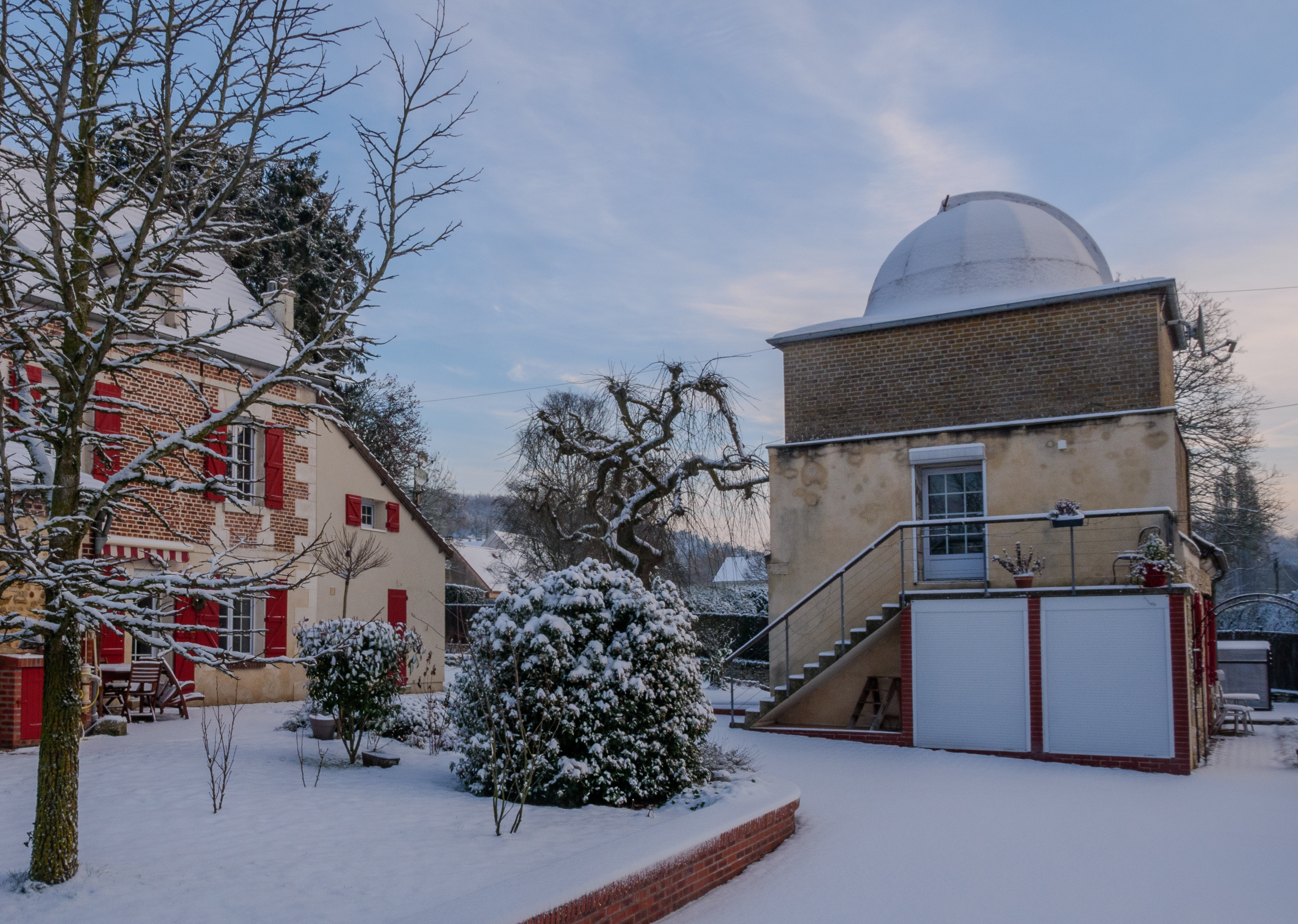

- Étang, rue d'Angy.

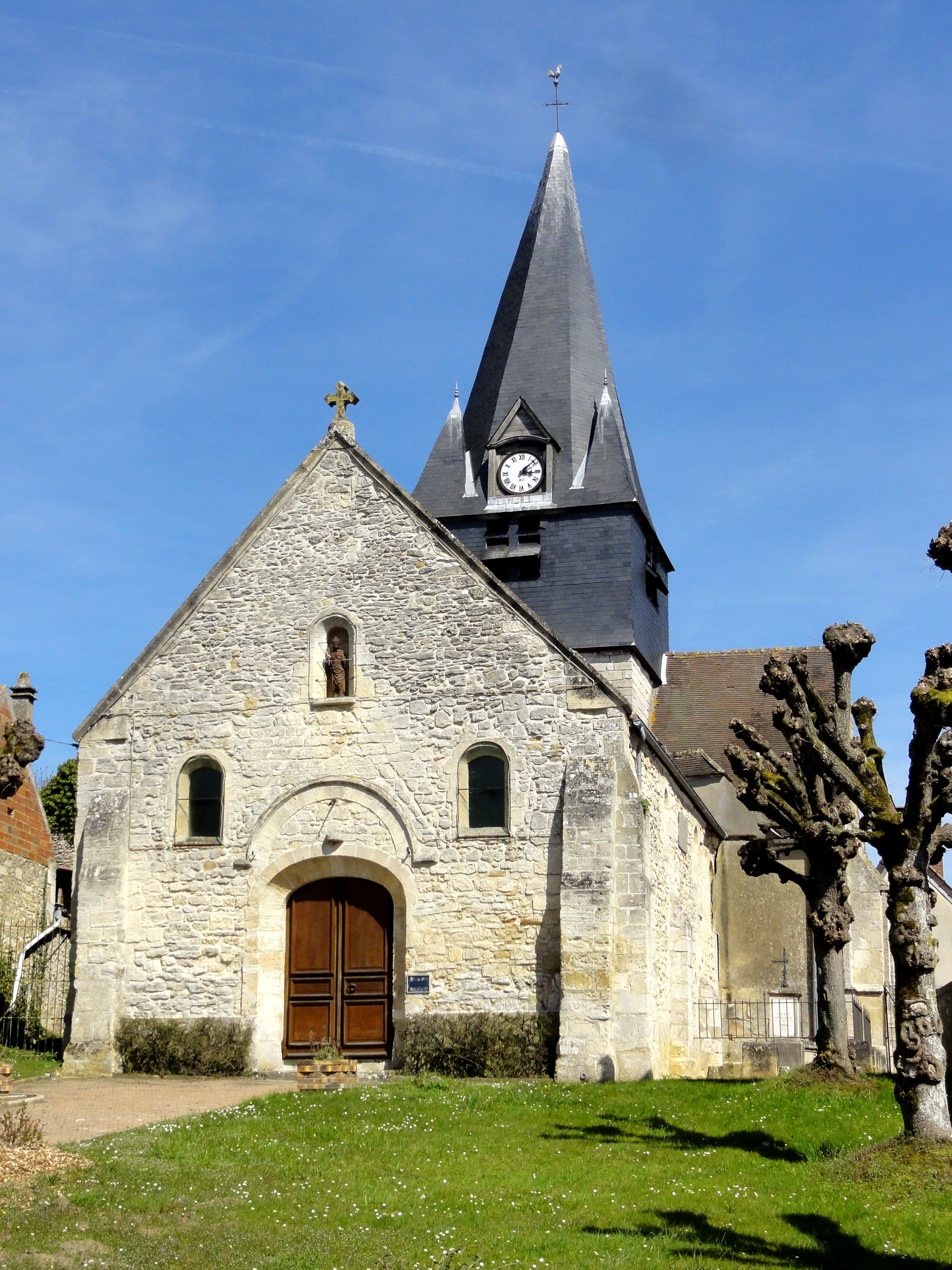
Église Saint-Médard.
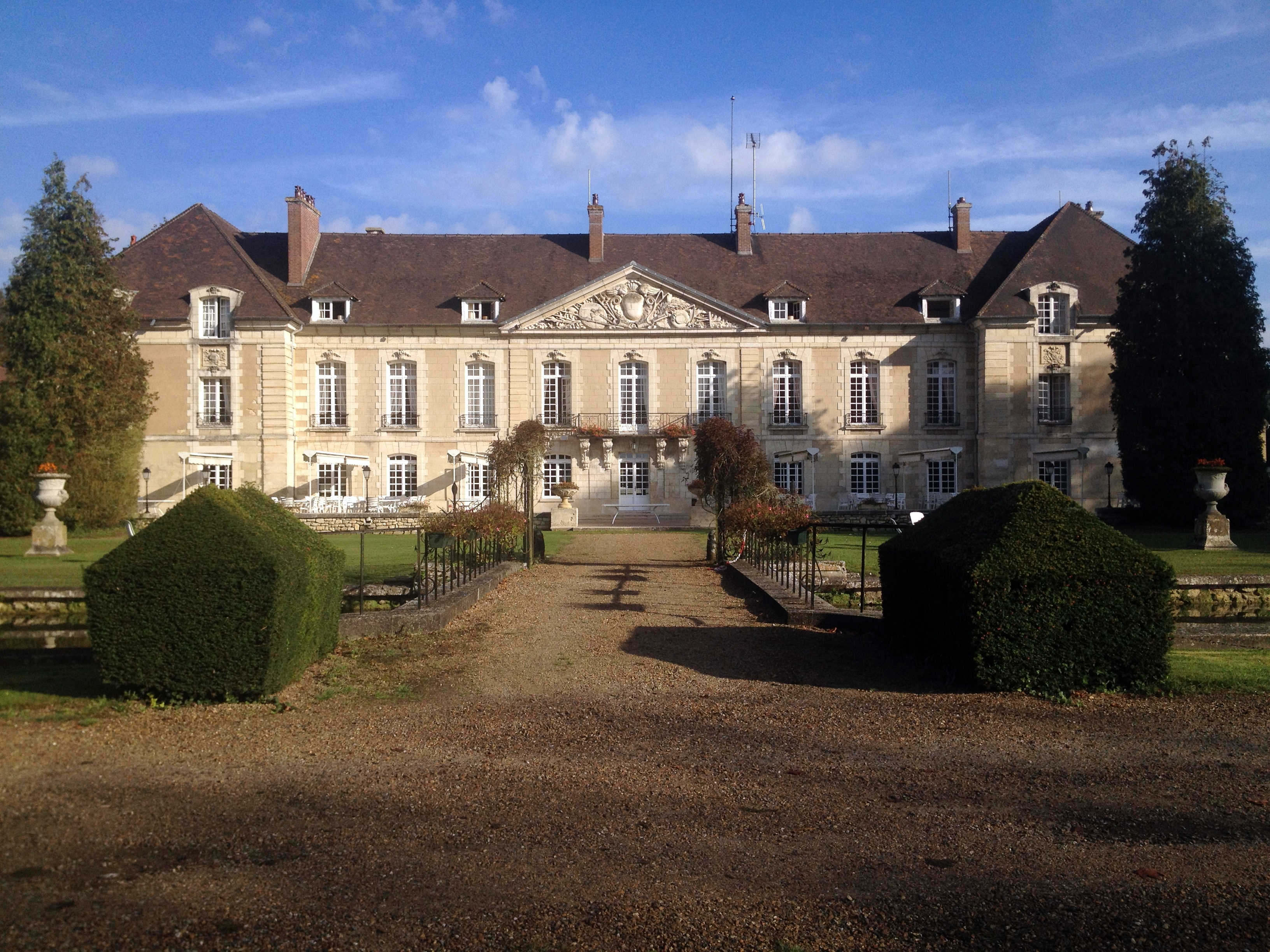
Le château de Fillerval.
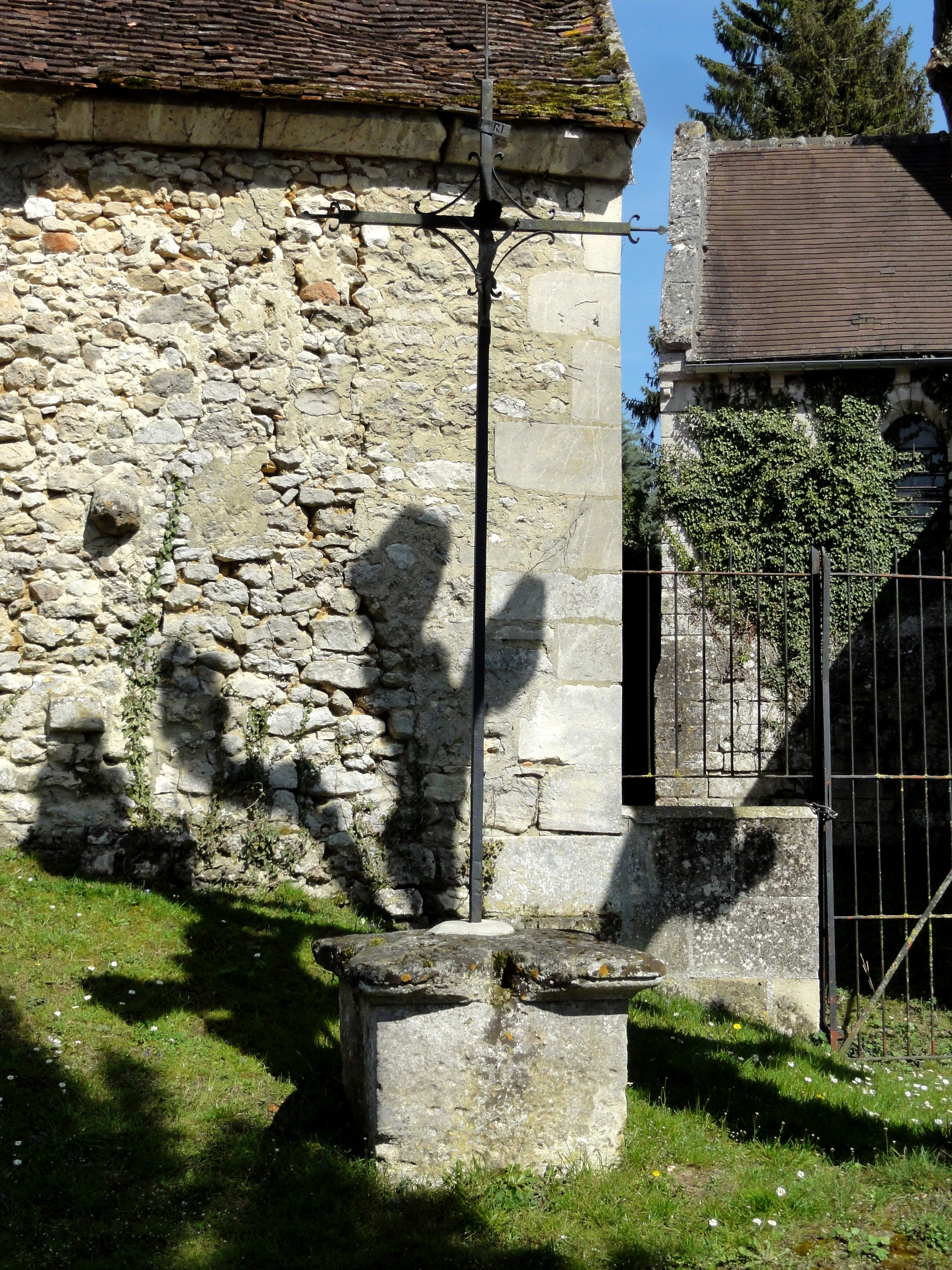
Calvaire, place Cassini, près de l'église Saint-Médard.
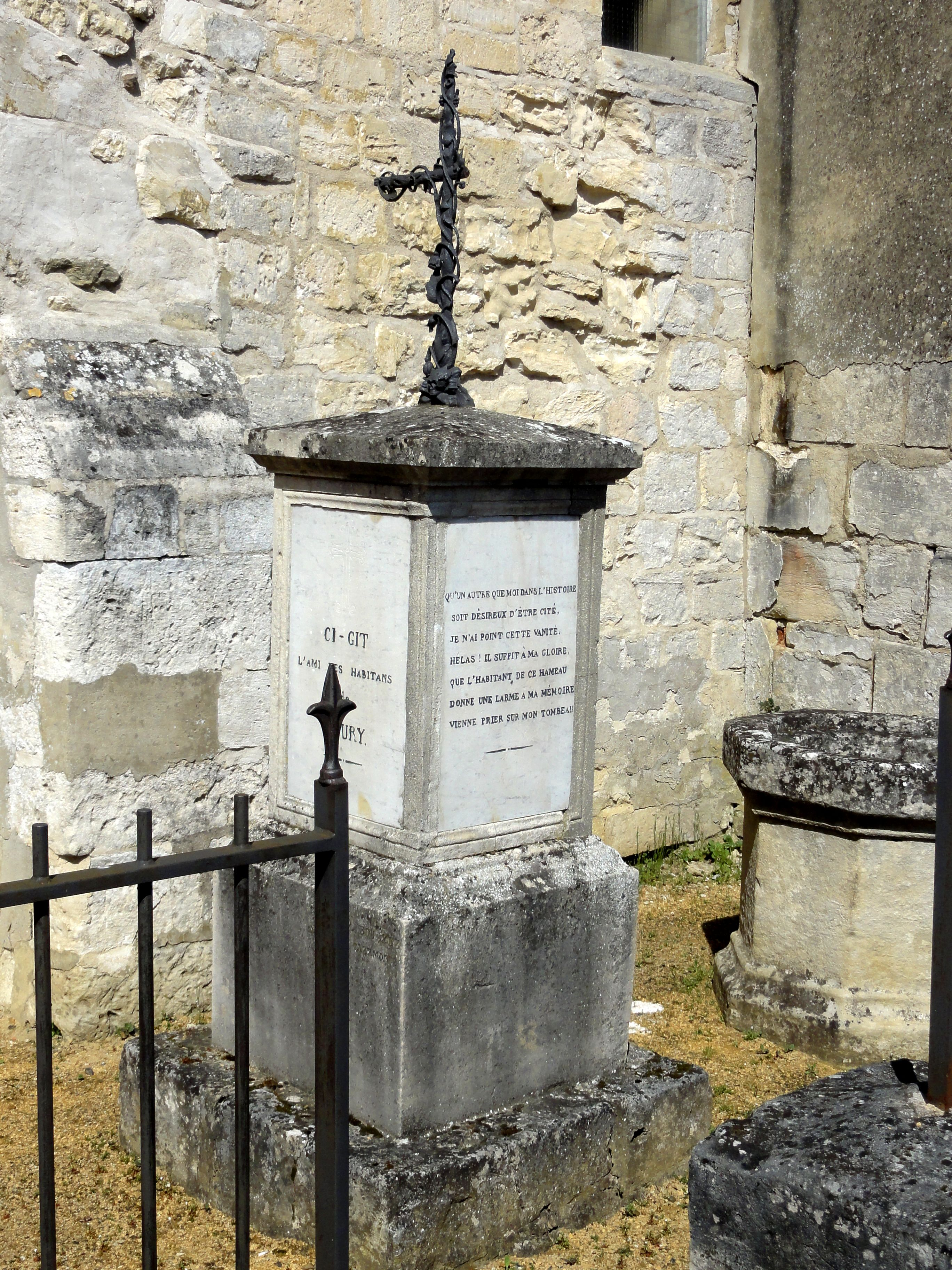
Monument funéraire près de l'église Saint-Médard.
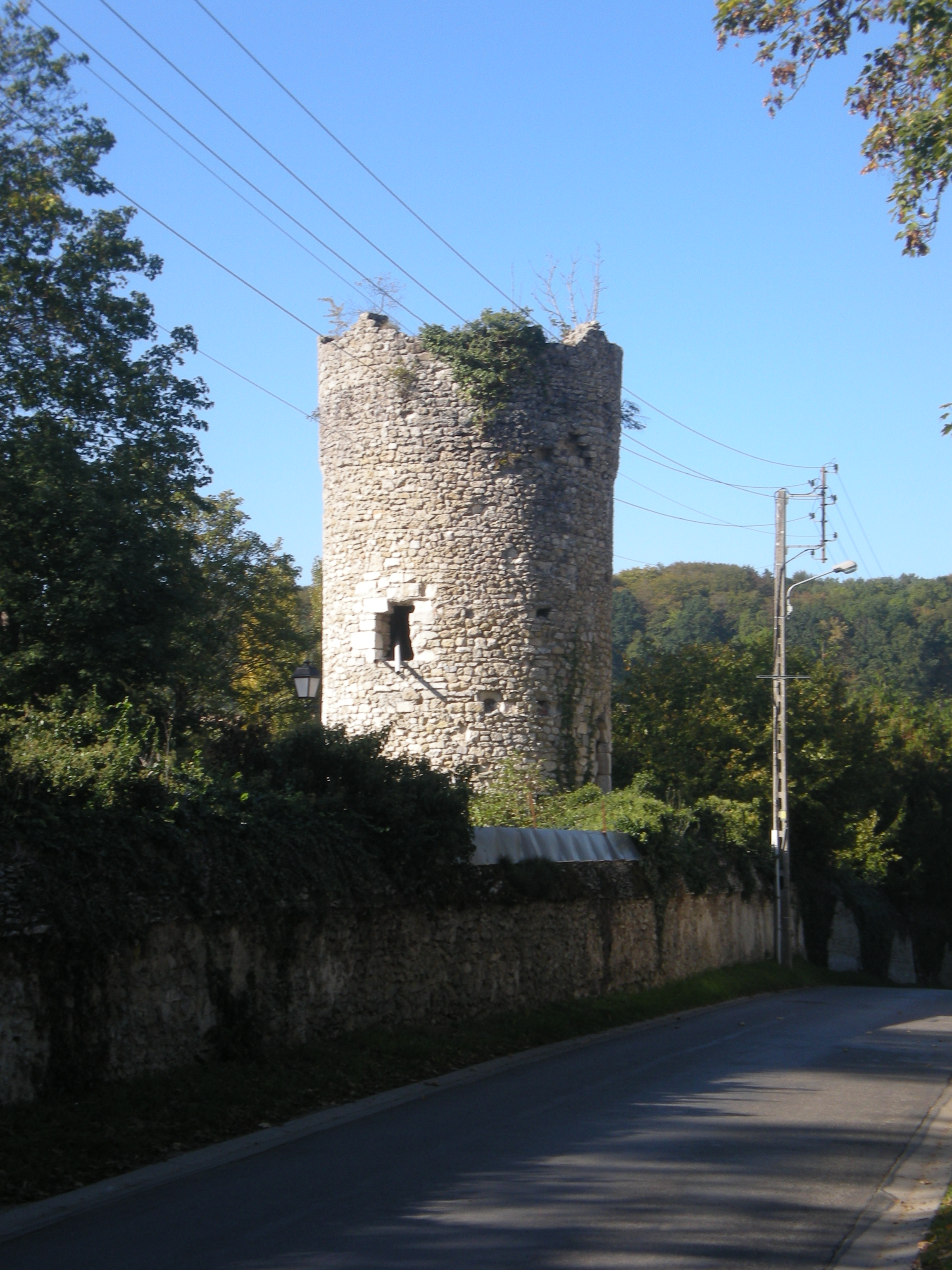
Tour du domaine du château de Fillerval.
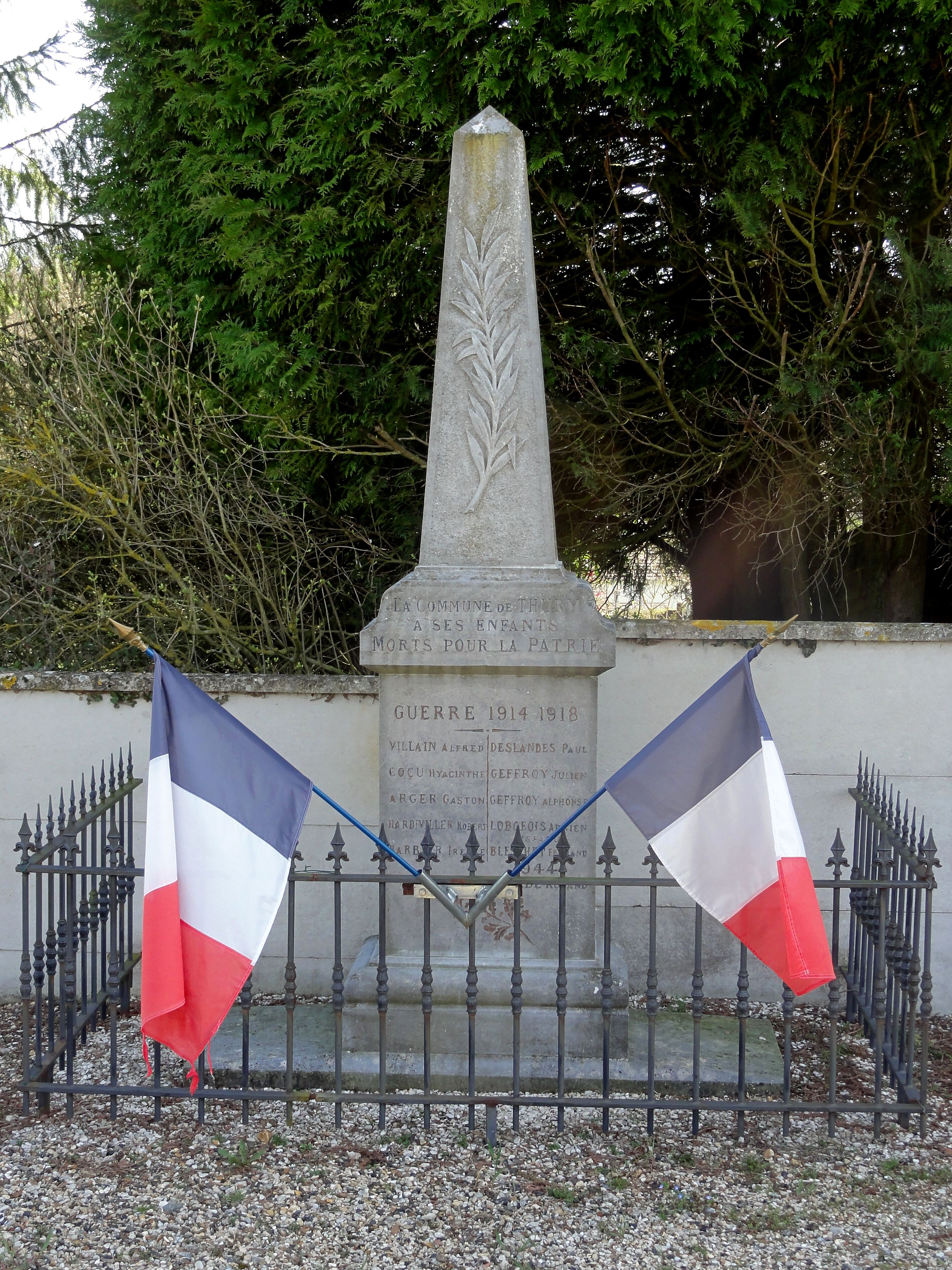
Monument aux morts.

### Personnalités liées à la commune
- Jacques Cassini, astronome, principal acteur du levé de la méridienne de Paris menée à bien en 1718. Il achète le château de Fillerval en 1719 et meurt à Thury en 1756 des suites d'un accident de voiture ;
- César-François Cassini de Thury, fils de Jacques Cassini, astronome et principal auteur de la carte de Cassini ;
- Jean-Dominique, comte de Cassini, astronome, fils du précédent et ayant repris ses travaux, maire de la commune.
- Amédée de Vuillefroy de Silly, petit-fils de Jean-Dominique de Cassini, maire de Thury et propriétaire du château de Fillerval.
- Félix de Vuillefroy-Cassini, fils d'Amédée, propriétaire du château de Fillerval.

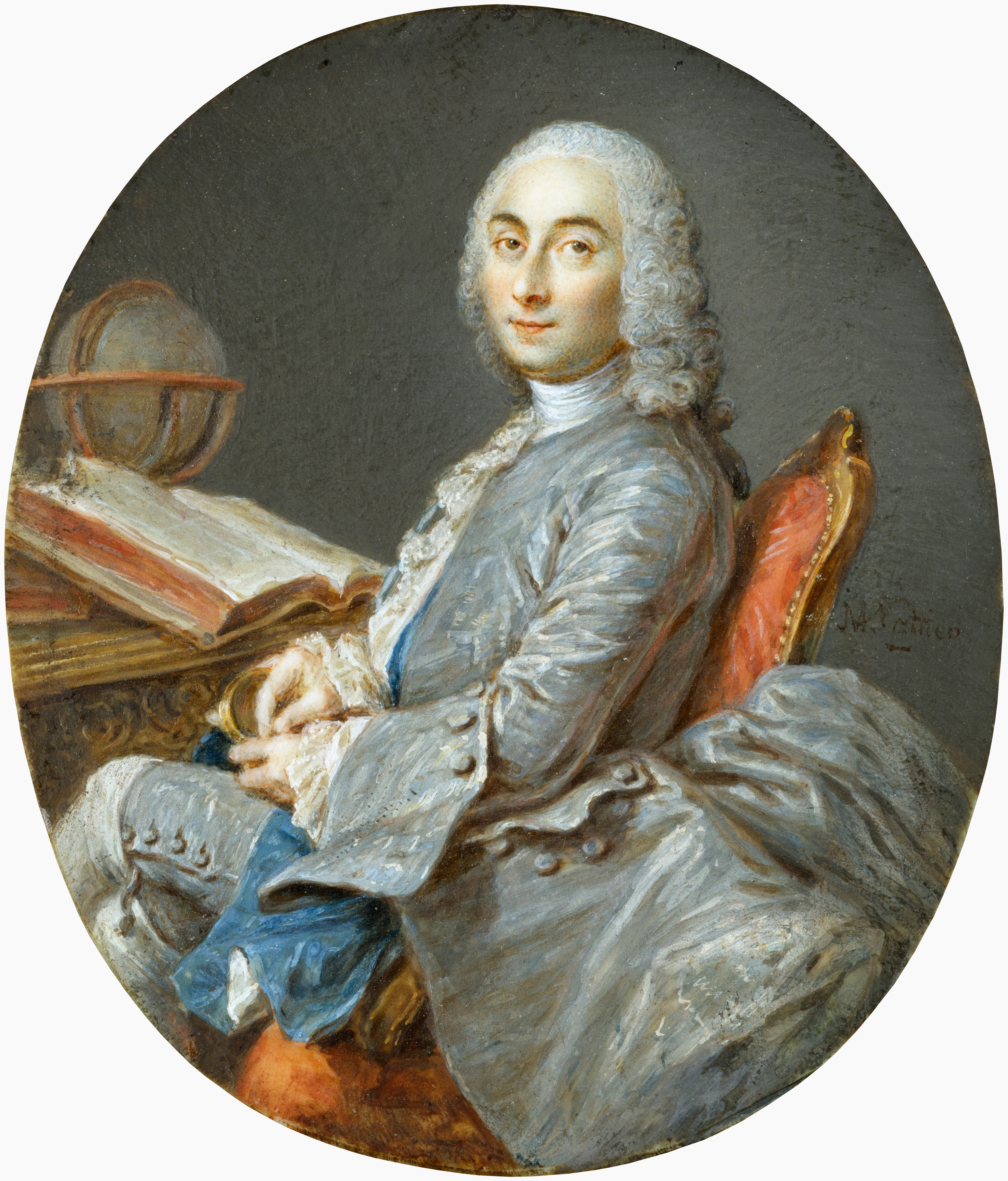
César-François Cassini de Thury.
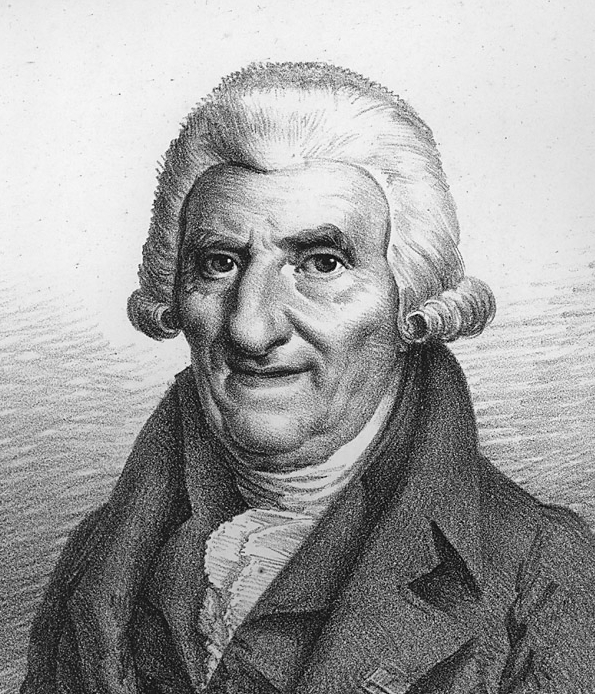
Jean-Dominique, comte de Cassini.
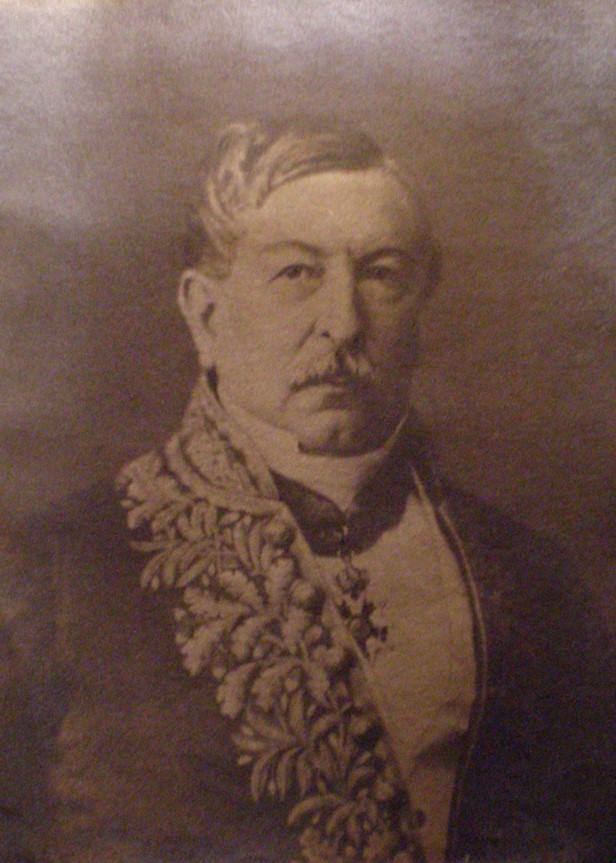
Amédée de Vuillefroy de Silly, maire de Thury
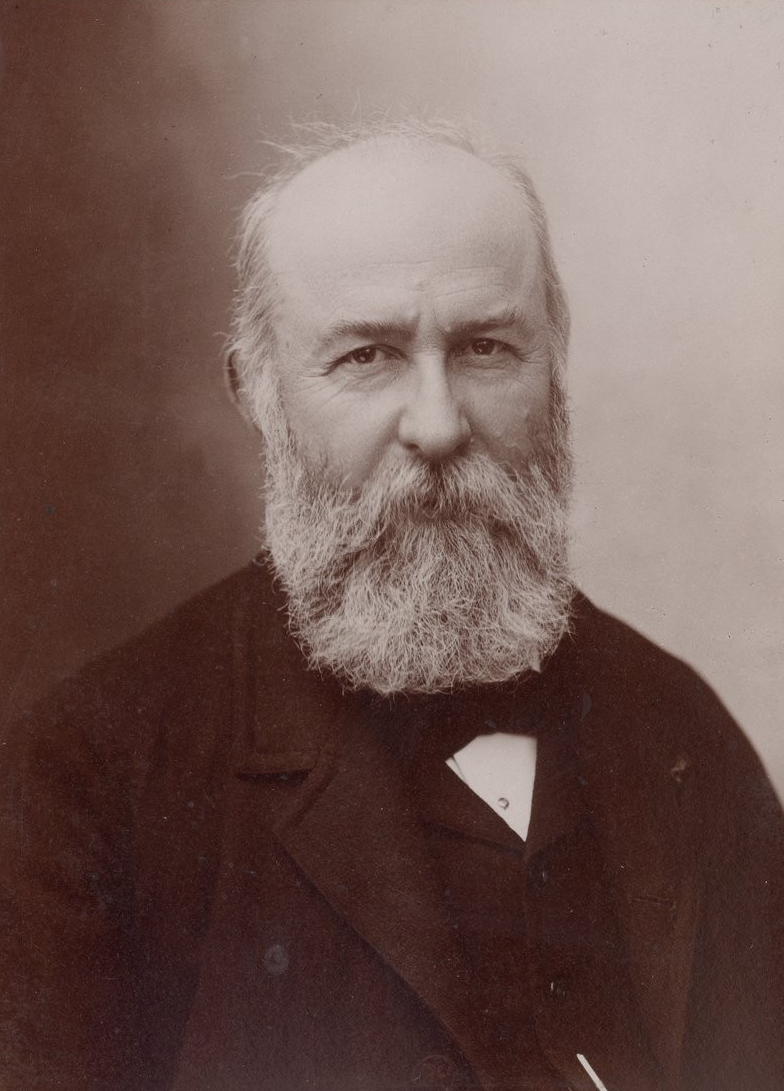
Félix de Vuillefroy-Cassini

### Héraldique
| Armes de Thury-sous-Clermont | Les armes de Thury-sous-Clermont se blasonnent ainsi : D'or a la fasce d'azur accompagnée de six étoiles du même trois rangées en chef et trois rangées en pointe. Le blason est dérivé de celui de la famille Cassini, avec des étoiles à cinq branches au lieu de six. |